# ホルヘ・パチェコ・アレコ
ホルヘ・パチェコ・アレコ（Jorge Pacheco Areco, 1920年4月9日 - 1998年7月29日）はウルグアイの政治家。1967年から1972年までウルグアイ大統領を務めた。

## 経歴
早くからコロラド党と関係を結ぶと同時に朝刊紙『El Día』にてジャーナリスト活動を行った。同紙の社主を務めたのち1962年下院議員に当選し、1967年にはオスカル・ヘスティード政権下で副大統領を務める。ヘスティードが就任直後に死去すると大統領となった。
1973年のクーデターを支持した。